# Вердеревский, Василий Никитич

Василий Никитич Вердеревский (ум. 1598) — сын боярский и голова в Михайлове, Пронске, Данкове из рода Вердеревских
- 1584 г. — воевода под Белевом[1].
- 1584—1585 — осадный голова в Михайлове[2].
- 1585 — второй воевода в сторожевом полку в Рязани.
- 1586 — голова и судья в Пронске[2].
- 1587 — голова в Михайлове.
- 1588 — послан в Сибирь на два года вместе с воеводами[2].
- 1588/89 гг., начале 1590-х гг. — выборный дворянин из Рязани с окладом в 550 четвертей[3].
- 1592 — голова в Михайлове[2].
- 1593—1594 — голова в Пронске.
- 1598 — голова в Данкове. За ним поместье в сц. Меленки, с. Гулынки, сц. Воскресенское, с. Рождественное.

## Семья
Отец — Вердеревский, Никита Семёнович (род. 1554)
Василий Никитич был зятем (то есть, вероятно, мужем сестры) Алёны, жены Булгака Коркодымова и дочери Гаврилы Ромоданова, которая в 1575/1576 г. , дала Троице-Сергиеву монастырю по приказу и духовной мужа приобретенную по закладной кабале у Василия Иванова сына Коробьина с сыном Гаврилой в Перевицком стане Рязанского уезда 5 вытей сельца Городища и в Понизском стане Рязанского уезда полдеревни Высокой и четвёртый жеребей в починке Ортюхинском.
Предусмотрена возможность выкупа Гаврилой свой вотчины за 80 руб. Василий Никитин сын Вердеревский «в её место» руку приложил к данной грамоте.
Сын — Вердеревский, Глеб Васильевич.